# Яманака Рьосуке
Яманака Рьосуке (яп. 山中 亮輔; нар. 20 квітня 1993) — японський футболіст, що грав на позиції захисника.

## Клубна кар'єра
У дорослому футболі дебютував 2012 року виступами за команду клубу «Касіва Рейсол». Протягом 2014 року на правах оренди захищав кольори клубу «ДЖЕФ Юнайтед Ітіхара Тіба». Протягом 2017–2018 років грав за команду «Йокогама Ф. Марінос». З 2019 року захищає кольори «Урава Ред Даймондс».

## Кар'єра в збірній
Дебютував 2018 року в офіційних матчах у складі національної збірної Японії. У формі головної команди країни зіграв 2 матчі.

## Титули і досягнення
- Володар Кубка Джей-ліги (1):

«Касіва Рейсол»: 2013
- Володар Кубка Імператора (2):

«Касіва Рейсол»: 2012
«Урава Ред Даймондс»: 2021
- Володар Суперкубка Японії (1):

«Касіва Рейсол»: 2012
Збірні
- Чемпіон Азії (U-23): 2016

## Статистика виступів
| Збірна Японії | Збірна Японії | Збірна Японії |
| Рік           | Матчі         | Голи          |
| ------------- | ------------- | ------------- |
| 2018          | 1             | 1             |
| 2019          | 1             | 0             |
| Загалом       | 2             | 1             |